# غرطر هاموندي
غرطر هاموندي (الاسم العلمي: Thamnophis hammondii) (بالإنجليزية: two-striped garter snake )‏ هو نوع من الزواحف يتبع جنس الغرطر من فصيلة الأحناش.